# Volkach
Volkach er en by i Landkreis Kitzingen i Regierungsbezirk Unterfranken, i den tyske delstat Bayern. Den er administrationsby for Verwaltungsgemeinschaft Volkach. Byen ligger ved floden Main i det frankiske vindistrikt.

## Geografi
Kommunen har ud over Volkach 10 bydele og landsbyer
- Astheim
- Dimbach
- Krautheim
- Escherndorf
- Eichfeld
- Rimbach
- Gaibach
- Fahr
- Obervolkach
- Köhler